# 普里盧茨凱 (盧茨克區)
50°47′57″N 25°24′14″E / 50.79917°N 25.40389°E
普里盧茨凱（烏克蘭語：Прилуцьке），是烏克蘭西部沃倫州的村落，隸屬盧茨克區盧茨克市鎮，位於盧茨克市東北方，始建於1870年，面積2.93平方公里，海拔高度197米，2010年人口3,200，人口密度每平方公里10,667.33人。